# レンツシュピッツェ
レンツシュピッツェ（独: Lenzspitze）は、スイスヴァレー州のペニン・アルプス（ワリス・アルプス）にある山。同州のザースフェーの東側に位置する。南北に連なる高い稜線を持つナーデルグラート (Nadelgrat) の最も南に位置する。最も北側は、ミシャベル山群に属するドーム山である。